# 宋明江
宋明江（（1939年—），男，中共党员，天津人。中华人民共和国政治人物、外交官。
- 1961年毕业于北京师范大学中文系，北京外语学院英语系进修。先后在北京语言学院、北京外交人员服务局工作。
- 1973年调入外交部，历任驻英使馆政务参赞；世界知识出版社副社长兼副总编；外交部西欧司副司长、司长；驻比利时大使等职。
- 1996年获意大利共和国功勋骑士勋章。
- 1997年，接替丁原洪，担任中华人民共和国驻比利时大使[1]。2001年，由关呈远接任。
- 2001年11月任中国国际问题研究所所长，2004年5月离任。